# Fontclaireau
Fontclaireau és un municipi francès situat al departament del Charente i a la regió de la Nova Aquitània. L'any 2007 tenia 369 habitants.

## Demografia

### Població
El 2007 la població de fet de Fontclaireau era de 369 persones. Hi havia 138 famílies de les quals 32 eren unipersonals (16 homes vivint sols i 16 dones vivint soles), 45 parelles sense fills, 49 parelles amb fills i 12 famílies monoparentals amb fills.
La població ha evolucionat segons el següent gràfic:
Habitants censats

### Habitatges
El 2007 hi havia 182 habitatges, 145 eren l'habitatge principal de la família, 19 eren segones residències i 18 estaven desocupats. 176 eren cases i 5 eren apartaments. Dels 145 habitatges principals, 113 estaven ocupats pels seus propietaris, 28 estaven llogats i ocupats pels llogaters i 4 estaven cedits a títol gratuït; 2 tenien una cambra, 4 en tenien dues, 25 en tenien tres, 38 en tenien quatre i 76 en tenien cinc o més. 107 habitatges disposaven pel capbaix d'una plaça de pàrquing. A 67 habitatges hi havia un automòbil i a 70 n'hi havia dos o més.

### Piràmide de població
La piràmide de població per edats i sexe el 2009 era:
| Homes | Edats   | Dones |
| ----- | ------- | ----- |
| 0     | 95 o +  | 0     |
| 0     | 90 a 94 | 0     |
| 0     | 85 a 89 | 4     |
| 0     | 80 a 84 | 0     |
| 8     | 75 a 79 | 4     |
| 4     | 70 a 74 | 8     |
| 8     | 65 a 69 | 20    |
| 16    | 60 a 64 | 4     |
| 8     | 55 a 59 | 12    |
| 4     | 50 a 54 | 4     |
| 24    | 45 a 49 | 12    |
| 20    | 40 a 44 | 12    |
| 8     | 35 a 39 | 20    |
| 12    | 30 a 34 | 12    |
| 0     | 25 a 29 | 16    |
| 0     | 20 a 24 | 0     |
| 12    | 15 a 19 | 16    |
| 16    | 10 a 14 | 32    |
| 24    | 5 a 9   | 12    |
| 4     | 0 a 4   | 8     |

## Economia
El 2007 la població en edat de treballar era de 224 persones, 164 eren actives i 60 eren inactives. De les 164 persones actives 142 estaven ocupades (79 homes i 63 dones) i 21 estaven aturades (8 homes i 13 dones). De les 60 persones inactives 19 estaven jubilades, 18 estaven estudiant i 23 estaven classificades com a «altres inactius».

### Ingressos
El 2009 a Fontclaireau hi havia 151 unitats fiscals que integraven 384 persones, la mediana anual d'ingressos fiscals per persona era de 17.230 €.

### Activitats econòmiques
Dels 12 establiments que hi havia el 2007, 1 era d'una empresa de fabricació d'altres productes industrials, 5 d'empreses de construcció, 3 d'empreses de comerç i reparació d'automòbils, 1 d'una empresa d'hostatgeria i restauració, 1 d'una empresa immobiliària i 1 d'una empresa de serveis.
Dels 7 establiments de servei als particulars que hi havia el 2009, 1 era un taller de reparació d'automòbils i de material agrícola, 3 paletes, 1 fusteria, 1 lampisteria i 1 agència immobiliària.
L'any 2000 a Fontclaireau hi havia 17 explotacions agrícoles que ocupaven un total de 616 hectàrees.

## Equipaments sanitaris i escolars
El 2009 hi havia una escola elemental.

## Poblacions més properes
El següent diagrama mostra les poblacions més properes.